# Gornji Agići
Gornji Agići (cyr. Горњи Агићи) – wieś w Bośni i Hercegowinie, w Republice Serbskiej, w gminie Novi Grad. W 2013 roku liczyła 244 mieszkańców.